# Академия (регбийный клуб, Тбилиси)
Регби-клуб «Академия» (груз. აკადემია (სარაგბო კლუბი)) — грузинский профессиональный регбийный клуб из Тбилиси. Выступает в Биг 10. Финалист чемпионата Грузии в сезоне 2004, 2005.

## История клуба
Клуб основан в 1983 году на базе тбилисской Академии художеств и всегда отличался своим особым почерком. Первое клубное достижение состоялось в 1985 году, когда «Академия» выиграла чемпионат Тбилиси под руководством будущего главного тренера сборной Грузии Гурама Модебадзе, и в том же году участвовала в Кубке Союза. Прежнее название — «Академиа Имеди L». С 90-х годов до 2002 года «Академия» в основном играла во второй лиге, после чего «художники» попали в переходный турнир и вернулись в Высшую лигу. C этого момента начался лучший период в истории клуба. «Академия» сумела найти спонсора, и в итоге в 2003 году команда вышла в полуфинал Кубка и впервые завоевала медали первенства.
В плей-офф чемпионата, в Батуми, матч с хозяевами поля завершился ничьей, но за счет большего количества попыток в малый финал прошла «Академия», которая там уступила «Кочеби» (15:21) и завоевала бронзовые медали. На базе клуба есть детско-спортивная школа, детские команды всех возрастов, участвующие в чемпионатах Грузии. Воспитанниками «Академии» являются многие известные игроки сборной Грузии: Заза Лежава, Мераб Марджанишвили, Мераб Беселиа, Давит Кикнадзе, Малхаз Урджукашвили, Гиорги Бегадзе, Михеил Гачечиладзе, Саба Шубитидзе, Анзор Сичинава, Сосо Матиашвили и другие.

## Достижения
- Чемпионат Грузии:
  -  Вице-чемпион Грузии: 2005, 2006
  -  Бронзовый призер чемпионата: 2003

## Известные игроки
- Торнике Зойдзе[англ.]
- Мераб Шарикадзе[англ.]
- Лаша Ломидзе[фр.]
- Давид Зиракашвили
- Михаил Циклаури